# Wapenwedloop

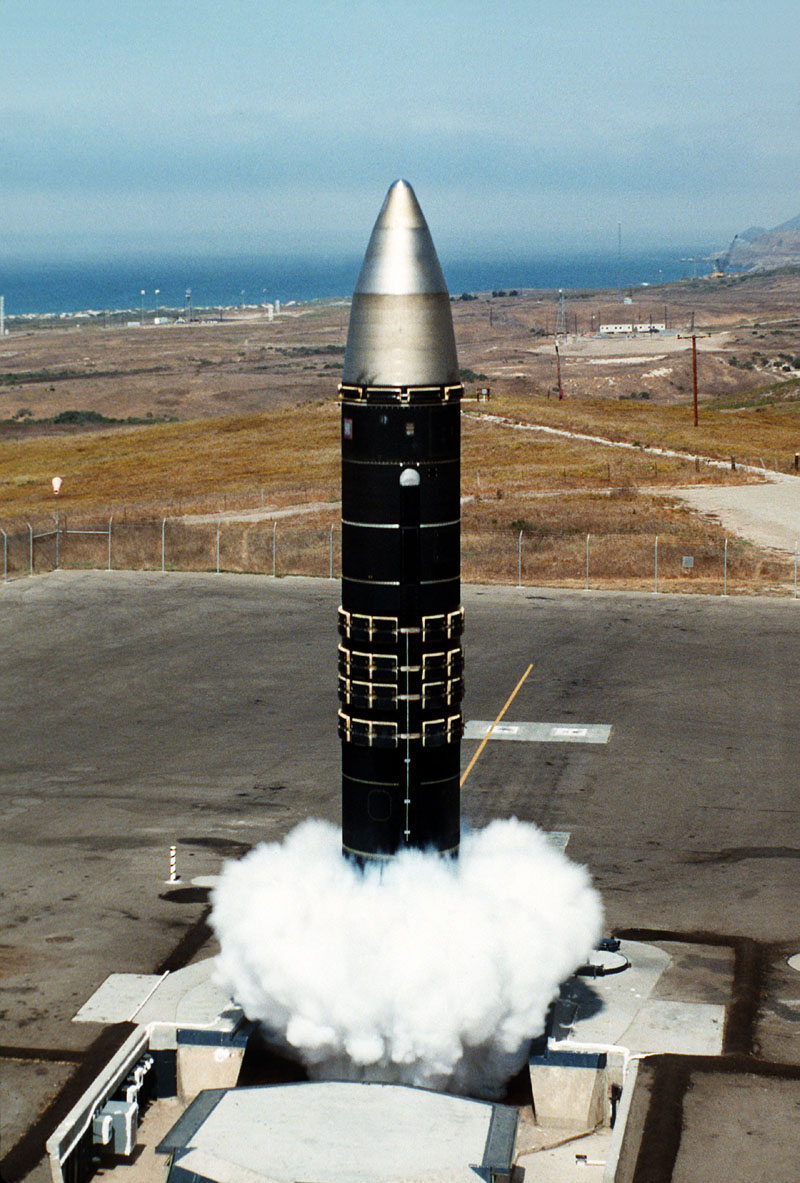
Een Amerikaanse Peacekeeperraket. Dit type MIRV-raketten werd ontmanteld na een verdrag dat is gesloten om het aantal kernwapens te verminderen, het Strategic Arms Reduction Treaty II.

Een wapenwedloop is een wedloop voor militaire suprematie tussen twee of meer landen of machten. Landen proberen elkaar te overtreffen op het gebied van wapentechnologie of simpelweg in aantallen wapens. Vaak ontstaat een vicieuze cirkel, omdat men bang wordt dat, indien men achterblijft in de wapenwedloop, het andere land misschien een aanval zou wagen. Daarom voert men de bewapening op, wat ertoe leidt dat het andere land dit om dezelfde reden ook gaat doen.

## Voorbeelden
De geschiedenis kent legio voorbeelden van wapenwedlopen. Een wapenwedloop, waar de Duits-Britse vlootwedloop deel van uitmaakte, was een van de redenen voor het uitbreken van de Eerste Wereldoorlog, want zowel het nationalisme als het imperialisme vereiste een sterk leger. Als men een sterk leger had, stond men bij vreedzame regelingen en conflicten sterk. Een recenter voorbeeld is de nucleaire wapenwedloop tussen de Sovjet-Unie en de Verenigde Staten tijdens de Koude Oorlog om meer, en betere, kernwapens te produceren.

## Voor- en nadelen
Wapenwedlopen worden veelal negatief bezien:
- De kosten vormen een enorme last voor de nationale economie.
- Het bezit van een groot leger zou de militaire agressie verhogen. Wanneer men immers beseft dat de vijand een grote slagkracht heeft, spitst de tactiek zich toe op de vijand zo snel en hard mogelijk treffen, zodat de vijand geen kans of tijd heeft om terug te slaan. Hierdoor zullen de politiek en de diplomatie het veld sneller moeten ruimen voor mobilisatie van de strijdkrachten. Bovendien kunnen hoge investeringen in het leger achteraf als argument voor gebruik worden aangehaald, daar een leger anders in economische zin als een consumptieve niet-renderende uitgave (lees: kostenpost) wordt beschouwd. Eenvoudig gezegd: militaire uitgaven zijn verspilling als men niets met het leger doet, dus moet men er iets mee doen.
- De samenleving militariseert.[bron?]
- Grote legers leiden tot (te) grote macht van (hoge) militairen.
- Bij conflicten tussen landen voelen militair sterke landen potentieel minder noodzaak om escalatie van die conflicten te voorkomen dan minder sterke landen. Eenmaal geëscaleerd is er minder noodzaak tot de-escalatie.
- Indien het daadwerkelijk tot oorlog komt, leiden wapenwedlopen tot grootschaliger oorlogen met meer slachtoffers en materiële schade.
- In dergelijke oorlogen zijn ook burgers potentieel doelwit, omdat zij de maatschappij vormen die het leger uiteindelijk ondersteunt.

Als positieve (neven)effecten beschouwt men: 
- Er worden wetenschappelijke ontdekkingen en ontwikkelingen gedaan. Verschillende uitvindingen zoals het internet hadden oorspronkelijk een militaire toepassing.
- Landen met een groot leger staan sterk in de internationale diplomatie.
- De afschrikkende werking van grote legers en geavanceerde wapens: tijdens de Koude Oorlog kwam het nooit tot een werkelijke rechtstreekse botsing tussen de supermachten, ten dele omdat men bang was dat een eventuele oorlog zou escaleren tot het gebruik van (strategische) kernwapens.